# نايت تراب
نايت تراب (بالإنجليزية: Night Trap)، هي لعبة فيديو من نوع الفيلم التفاعلي، حيث طورت اللعبة من قبل شركة ديجيتال بيكشرز المنحلة، وتم نشرها سنة 1992، حيث تعمل على عدة منصات الألعاب، ومنها بلاي ستيشن 4، نينتندو سويتش ومايكروسوفت ويندوز والتي أُعيد إصدراها مجدداً سنة 2017 بمرور ذكرىّ 25 عاماً على إصدار اللعبة.

## الجدل
تسببت اللعبة حالة من الجدل لفرع شركة نينتندو الأمريكية، حيث رفض رئيس الشركة بالولايات المتحدة هوارد لينكولن إصدار لعبة نايت تراب على سوبر نينتندو إنترتينمنت سيستم، لما تحتويه من قصة رعب، وأن نينتندو ترفض التعامل مع أي لعبة رعب قد تؤثر في الحالة الصحية للمستخدمين.